# Marcela Robles
Marcela Robles Rey (Lima, 25 de julio de 1952) es una escritora, poeta y periodista peruana. Ha trabajado en diversos medios y ha publicado múltiples obras literarias, además de haber incursionado en la cinematografía y la dramaturgia. Marcela Robles es reconocida por su labor en la promoción del cine y la literatura en Perú, siendo una figura destacada en el ámbito cultural.

## Biografía
Nació en el centro de Lima, en una calle llamada Mascarón, que ya no existe. Es hija del cineasta y escritor Armando Robles Godoy y de Ada Rey Marcazzolo, y nieta del célebre compositor Daniel Alomía Robles, autor de "El cóndor pasa".  Un mes después de su nacimiento, su madre y ella se mudaron a la selva de Tingo María, donde las esperaban su padre y su hermana mayor, Delba, donde pasó su primera infancia.
Más tarde regresaron a Lima, donde Marcela estudió en el colegio Antonio Raimondi. Fue durante esos años que su padre le regaló su primera máquina de escribir, una Hermes Baby, en la que escribió sus primeros poemas. A partir de entonces, la escritura nunca la abandonó. 
A los 17 años viajó a Estados Unidos para estudiar Literatura en la Universidad de Texas en Austin. A lo largo de su vida, ha trabajado en cine, escritura y periodismo. Comenzó su carrera cinematográfica a los 19 años en proyectos dirigidos por su padre y ha participado en varios proyectos importantes, llegando a escribir y dirigir sus propios cortometrajes. Ha trabajado como periodista y editora en diversos medios, y publicado numerosos libros y poemarios entre 1981 y 2021.

## Carrera
Luego de incursionar en el cine y la literatura, comenzó su carrera como dramaturga en 1986 y ha escrito y estrenado las obras "Mujer modelo para armar", "Contragolpe" y "Una especie de ausencia". Hasta enero de 2003 se desempeñó como Editora de Cultura del diario El Comercio, donde escribía una columna semanal. Entre sus obras se incluye Polvo de Ángel, una selección poética publicada por el Banco Central de Reserva en 2000.En 2004, publicó Sonríe mientras mueres (Editorial Norma), una recopilación de sus artículos periodísticos publicados en el diario El Comercio. Desde entonces, ha continuado escribiendo, siendo Cuerpo celeste su más reciente poemario.
"Estoy en búsqueda de una nueva utopía. La pandemia me sirvió para darme cuenta de que no vamos a regresar a ninguna parte, ni a recuperar lo que había. Creo que debemos verlo con esos ojos, porque lo que se viene será algo nuevo a lo que habrá que adaptarse".

## Reconocimientos
- 1990: Ganó el primer premio en el Festival Internacional de Cine y Video de Bogotá, en la categoría Video-Ficción, fue otorgado por la obra No se nace mujer.[9]
- 1996: Reconocida como mejor columnista en la XVII edición del Global Media Awards Competition (Instituto de Población, EE. UU.)[10]
- 2002: Designada entre las mejores periodistas del año por la Universidad Villarreal.[10]

## Filmografía

#### Guion y dirección
- Racconto (1976) Cortometraje, ficción. 35mm Color.
- No se nace mujer (Video, ficción) 20 min, en colaboración con Bárbara Woll.

##### Script
- An Mar tule (We are the People) (1970). Cortometraje, documental.
- Espejismo (1972). Largometraje, ficción.
- Auto de fe (1974). Cortometraje, documental.
- Mosaico Limeño (1975). Cortometraje, documental.
- Oro y barro (1975). Cortometraje, documental.

#### Producción ejecutiva
- Vía satélite... en vivo y en directo (1973). Cortometraje, documental.
- Paz en la tierra (1974). Cortometraje, documental.
- Fuego (1975). Cortometraje, documental.
- Himno al sol (1982). Cortometraje, documental.
- El cóndor pasa (1982) Cortometraje, documental.

## Publicaciones
- Cómo escribirle a cualquier amante (1981)
- Pozo de luna (1986
- Extrema Unción (1990)
- A flor de piel: 15 versiones del erotismo en el Perú (1993)
- A imagen y semejanza: reflexiones de Escritoras Peruanas Contemporáneas (1998)
- Deseo bajo tierra (1998)
- Altamar (1999)
- Furyo (2003)
- Sonríe mientras mueres (2004)
- High Way (2007)
- Hotel Planeta (2010)
- Me gustaría realmente que te quedaras (2014)[11]
- Usted me desespera (2017)
- Cuerpo celeste. Antología personal y otros poemas (2019)[9]